# Астматол
Астматол (Asthmatolum) — лекарственный препарат, применяемый при бронхиальной астме; представляет собой курительный порошок из травяного сбора. В 1930-е годы на Ленинградской государственной табачной фабрике им. Клары Цеткин (ныне ЗАО «Нево-Табак») начали выпускать «лечебные папиросы «Астматол» из лиственной травы дурман (выпускались несколько десятилетий).

## Состав
Состав: смесь высушенного и измельченного крупного порошка листьев дурмана, красавки, белены; нитрат натрия. (Сбор для курения, папиросы и сигареты).
Возможные аналоги (заменители) препарата Астматол:
- Астматин

Фармакологическое действие:
Порошок Астматола оказывает противоастматическое действие за счет холинолитического эффекта.

## Побочные действия
Возможны аллергические реакции на компоненты Астматола.

## Противопоказания
Наличие гиперчувствительности к компонентам порошка препарата.